# Frontière entre Oman et le Yémen

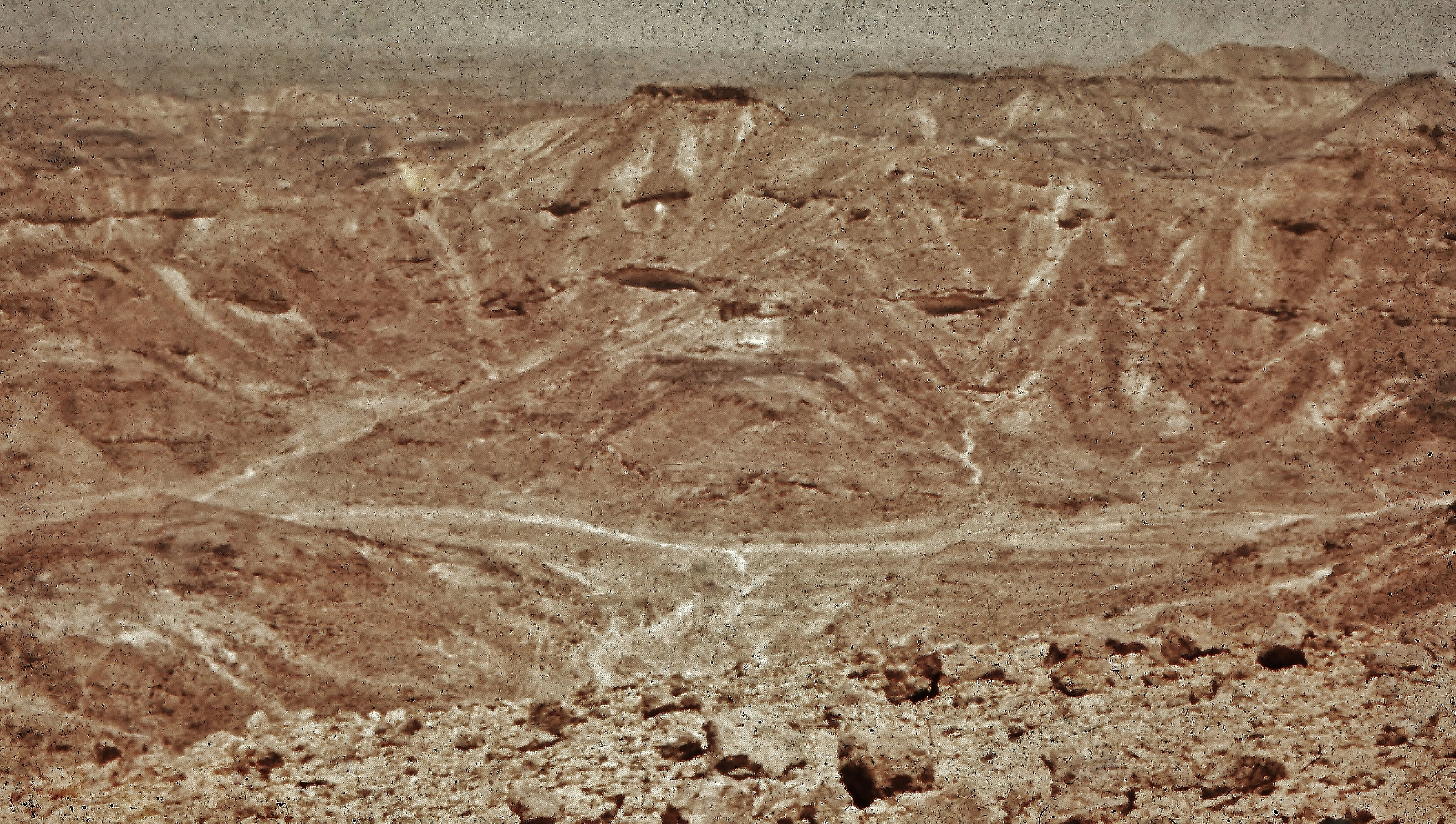
Vue des environs de Habarut, à proximité de la frontière.

La frontière entre Oman et le Yémen, séparant Oman à l'est et le Yémen à l'ouest, est longue de 288 kilomètres ; elle sépare plus précisément la région omanaise du Dhofar, capitale  Salalah, et la région yéménite d'Al Mahra, capitale Al Ghaydah.

## Délimitation

### Description
La frontière débute au nord, dans le sud du Rub al-Khali, au tripoint entre l'Arabie saoudite, Oman et le Yémen. La frontière entre l'Arabie saoudite et Oman se poursuit à l'est, celle entre l'Arabie saoudite et le Yémen à l'ouest.
À partir de ce point, la frontière suit quasiment intégralement une ligne droite jusqu'à l'océan Indien, orientée vers le sud-sud-est, à l'exception de la zone d'Habarut, village omani que la frontière évite en formant plusieurs coudes.
La frontière terrestre s'achève au Ra's Darbat Ali sur l'océan Indien. Le traité signé entre les deux pays mentionne l'existence d'une frontière maritime à partir de ce point, en accord avec la convention des Nations unies sur le droit de la mer.

### Marqueurs
La liste suivante récapitule les coordonnées des points utilisés pour délimiter la frontière :
- Point 1 : 16° 39′ 03,83″ N, 53° 06′ 30,88″ E
- Point 2 : 17° 17′ 07,91″ N, 52° 48′ 44,22″ E
- Point 3 : 17° 17′ 40″ N, 52° 44′ 45″ E
- Point 4 : 17° 18′ 06,93″ N, 52° 44′ 33,5″ E
- Point 4a : 17° 18′ 08,87″ N, 52° 44′ 34,24″ E
- Point 4b : 17° 18′ 08,42″ N, 52° 44′ 35,57″ E
- Point 5 : 17° 18′ 15″ N, 52° 45′ 05″ E
- Point 6 : 17° 18′ 21″ N, 52° 45′ 02″ E
- Point 7 : 17° 20′ 59,04″ N, 52° 46′ 55,83″ E
- Point 8 : 19° N, 52° E

## Historique
La frontière entre Oman et le Yémen résulte de celle tracée par le Royaume-Uni, lorsque le sultanat d'Oman et le protectorat d'Aden étaient colonies britanniques. Le protectorat d'Aden donne naissance en 1967 à la république démocratique populaire du Yémen, ou Yémen du Sud, État indépendant. Le sultanat d'Oman devient indépendant en 1971. Dans les années 1970, Oman et le Yémen du Sud connaissent des relations difficiles, illustrées par le soutien du Yémen aux rebelles du Dhofar, à la frontière entre les deux pays. Au début des années 1980, les deux pays entament un rapprochement.
En 1990, le Yémen du Sud est fusionné avec le Yémen du Nord et forme le Yémen. Les négociations sur la frontière entre Oman et le nouveau pays sont conclues en 1992,. Mis à part autour d'Habarut, le tracé reste similaire.